# 裴燕璃
裴燕璃（1995年—）是出生於越南北江省的女性泰拳運動員，她參加2017年世界運動會的泰拳項目競賽，結果獲得冠軍金牌。

## 外部連結
- 裴燕璃的Facebook專頁